# كريس ولز
كريس ولز هو لاعب هوكي الجليد كندي، ولد في 12 نوفمبر 1975 في كالغاري في كندا.

## وصلات خارجية
- كريس ولز على موقع دوري الهوكي الوطني (الإنجليزية)
- كريس ولز على موقع قاعة مشاهير الهوكي (لاعب أن.إتش.أل) (الإنجليزية)
- كريس ولز على موقع EliteProspects.com (الإنجليزية)
- كريس ولز على موقع Eurohockey.com (الإنجليزية)
- كريس ولز على موقع HockeyDB.com (الإنجليزية)
- كريس ولز على موقع Hockey-Reference.com (الإنجليزية)